# Lawar NP
Lawar NP là một thị xã và là một nagar panchayat của quận Meerut thuộc bang Uttar Pradesh, Ấn Độ.

## Nhân khẩu
Theo điều tra dân số năm 2001 của Ấn Độ, Lawar NP có dân số 18.050 người. Phái nam chiếm 53% tổng số dân và phái nữ chiếm 47%. Lawar NP có tỷ lệ 45% biết đọc biết viết, thấp hơn tỷ lệ trung bình toàn quốc là 59,5%: tỷ lệ cho phái nam là 55%, và tỷ lệ cho phái nữ là 34%. Tại Lawar NP, 19% dân số nhỏ hơn 6 tuổi.